# Anna Maria Grecka
Anna Maria Glücksburg (gr. Άννα-Μαρία; duń. Anne-Marie Dagmar Ingrid; ur. 30 sierpnia 1946 w Kopenhadze) – księżniczka Danii, królowa Greków w latach 1964-1973 jako żona Konstantyna II. Jest najmłodszą córką króla Danii, Fryderyka IX, oraz jego żony, Ingrid Bernadotte. Jej siostrą jest królowa Danii, Małgorzata II.
W 1964 roku wyszła za mąż za Konstantyna II. Ma z nim pięcioro dzieci – Aleksę (ur. 1965), Pawła (ur. 1967), Mikołaja (ur. 1969), Teodorę (ur. 1983) i Filipa (ur. 1986).

## Życiorys
Urodziła się 30 sierpnia 1946 roku w pałacu Amalienborg w Kopenhadze jako najmłodsze dziecko króla Danii, Fryderyka IX Glücksburga, oraz jego żony, Ingrid Bernadotte. Otrzymała imiona Anna Maria Dagmara Ingryda (duń. Anne-Marie Dagmar Ingrid). Jej starszymi siostrami są: królowa Danii, Małgorzata II, oraz księżniczka Benedykta Glücksburg.
Została ochrzczona 10 października tego samego roku, a jej rodzicami chrzestnymi zostali Chrystian X, Aleksandra meklemburska, Gustaw VI Adolf, Bertil Bernadotte, Haakon VII, Jerzy (książę grecki), Marta Bernadotte, Maria Teck, Juliana (królowa Holandii) oraz Dagmara (księżniczka Danii), po której otrzymała trzecie imię. 
W 1959, w wieku 13 lat, poznała swojego przyszłego męża – dalekiego kuzyna Konstantyna, księcia Grecji i Danii, który razem ze swoimi rodzicami przybył do Danii. Po raz drugi spotkali się w 1961 również w Danii, a wtedy Konstantyn oświadczył swoim rodzicom, że zamierza ożenić się z Anną Marią. Po raz trzeci spotkali się w maju 1962 w Atenach, na ślubie siostry Konstantyna – księżniczki Zofii z księciem Janem Karolem Hiszpańskim. Następne spotkanie nastąpiło w 1963 podczas święta greckiej monarchii. Pobrali się 18 września 1964 (dwa tygodnie po 18 urodzinach Anny Marii) w katedrze ateńskiej.

## Obecny status
W 1973 Konstantyn został obalony, a cała rodzina udała się na wygnanie. Mimo tego Anna Maria nadal nazywana jest „królową Anną Marią z Grecji” przez większość dworów królewskich np. Wielkiej Brytanii, Hiszpanii, Luksemburga i Jordanii. Nazywana jest „królową Anną Marią” (bez nazwy kraju na końcu) przez dwór duński i szwedzki. Dwór w Holandii nazywa ją „byłą królową Anną Marią z Grecji”.
Podczas podróży międzynarodowych Anna Maria używa duńskiego paszportu z imieniem: „Anne-Marie de Grecia” (hiszpańską formą jej imienia).

## Życie prywatne
18 września 1964 roku wyszła za mąż za greckiego króla, Konstantyna II. Ślub pary królewskiej miał miejsce w katedrze w Atenach. Ma z nim pięcioro dzieci:
- Aleksa (gr. Αλεξία; ur. 10 lipca 1965). Od 9 lipca 1999 roku jej mężem jest architekt, Carlos Javier Morales Quintana[4]. Ma czworo dzieci – Arriettę (ur. 2002), Anę Marię (ur. 2003), Carlosa (ur. 2005) i Amelię (ur. 2007).
- Paweł (gr. Παύλος; ur. 20 maja 1967). 1 lipca 1995 roku ożenił się z Marie-Chantal Miller[5]. Ma z nią pięcioro dzieci – Marię Olimpię (ur. 1996), Konstantyna Aleksego (ur. 1998), Achillesa Andrzeja (ur. 2000), Odyseusza Kimona (ur. 2004), Arystidesa Stawrosa (ur. 2008).
- Mikołaj (gr. Νικόλαος; ur. 1 października 1969). 25 sierpnia 2010 roku ożenił się z Tatianą Blatnik[6][7]. Para nie ma dzieci.
- Teodora (gr. Θεοδώρα; ur. 9 czerwca 1983).
- Filip (gr. Φίλιππος; ur. 26 kwietnia 1986). 12 grudnia 2020 roku wziął ślub cywilny z Niną Flohr. 23 października 2021 roku odbyła się ceremonia religijna zaślubin pary[8].

## Odznaczenia
- Krzyż Wielki Orderu Zbawiciela (Grecja)[9]
- Krzyż Wielki Orderu Świętej Olgi i Świętej Zofii (Grecja)[10]
- Odznaka Pamiątkowa 100-lecia Greckiego Rodu Królewskiego (Grecja)[11]
- Order Słonia (1947, Dania)[12]
- Wielki Komandor Orderu Danebroga (Dania)
- Order Rodziny Królewskiej Fryderyka IX (Dania)[13]
- Medal Pamiątkowy 25-lecia Panowania Małgorzaty II (1997, Dania)[14]
- Medal Pamiątkowy 70-lecia Urodzin Królowej Małgorzaty II (2010, Dania)
- Medal Pamiątkowy 40-lecia Panowania Królowej Małgorzaty II (2012, Dania)[11]
- Medal Pamiątkowy Srebrnego Wesela Królowej Małgorzaty i Księcia Henryka (1992, Dania)[15]
- Medal Wspomnieniowy 100-lecia od Narodzin Króla Fryderyka IX (1999, Dania)[15]
- Medal Wspomnieniowy 100-lecia od Narodzin Króla Chrystiana X (1970, Dania)[15]
- Medal Wspomnieniowy Królowej Ingrid (2000, Dania)[15]
- Medal 2500-lecia Imperium Perskiego (1971, Iran)[16]
- Krzyż Wielki Świętego Konstantyńskiego Orderu Wojskowego Świętego Jerzego (domowy, Królestwo Obojga Sycylii)

## Genealogia
| Prapradziadkowie                             | Król Danii Chrystian IX Glücksburg (1818–1906) ∞1842 Luiza Hessen-Kassel (1817–1898)                       | Król Szwecji i Norwegii Karol XV Bernadotte (1826–1872) ∞1851 Ludwika Orańska (1828–1871)                  | Wielki Książę Fryderyk Franciszek II Mecklenburg-Schwerin (1823–1883) ∞1849 Augusta Reuß zu Schleiz-Köstritz (1822–1862) | Wielki Książę Michał Mikołajewicz Romanow (1832–1909) ∞1875 Cecylia Badeńska (1839–1891)                                | Król Szwecji i Norwegii Oskar II Bernadotte (1829–1907) ∞1857 Zofia Wilhelmina Nassau (1836–1913) | Fryderyk I Badeński (1826–1907) ∞1856 Ludwika Maria Hohenzollern (1836–1923)      | Albert, ks. Saksonii-Koburga-Gothy (1819–1861) ∞ 1840 Królowa Wielkiej Brytanii Wiktoria Hanowerska (1819–1901) | Fryderyk Hohenzollern (1828–1885) ∞1854 Maria Anna Anhalt-Dessau (1837–1906)      |
| Pradziadkowie                                | Król Danii Fryderyk VIII Glücksburg (1843–1912) ∞1869 Luiza Bernadotte (1851–1926)                         | Król Danii Fryderyk VIII Glücksburg (1843–1912) ∞1869 Luiza Bernadotte (1851–1926)                         | Wielki książę Fryderyk Franciszek III Mecklenburg-Schwerin (1851–1897) ∞1879 Anastazja Michajłowna Romanowa (1860–1922)  | Wielki książę Fryderyk Franciszek III Mecklenburg-Schwerin (1851–1897) ∞1879 Anastazja Michajłowna Romanowa (1860–1922) | Król Szwecji Gustaw V Bernadotte (1858–1950) ∞1881 Wiktoria Badeńska (1862–1930)                  | Król Szwecji Gustaw V Bernadotte (1858–1950) ∞1881 Wiktoria Badeńska (1862–1930)  | Artur Koburg (1850–1942) ∞1879 Luiza Hohenzollern (1860–1917)                                                   | Artur Koburg (1850–1942) ∞1879 Luiza Hohenzollern (1860–1917)                     |
| Dziadkowie                                   | Król Danii i Islandii Chrystian X Glücksburg (1870–1947) ∞1898 Aleksandra Mecklenburg-Schwerin (1879–1952) | Król Danii i Islandii Chrystian X Glücksburg (1870–1947) ∞1898 Aleksandra Mecklenburg-Schwerin (1879–1952) | Król Danii i Islandii Chrystian X Glücksburg (1870–1947) ∞1898 Aleksandra Mecklenburg-Schwerin (1879–1952)               | Król Danii i Islandii Chrystian X Glücksburg (1870–1947) ∞1898 Aleksandra Mecklenburg-Schwerin (1879–1952)              | Król Szwecji Gustaw VI Adolf (1882–1972) ∞1905 Małgorzata Koburg (1882–1920)                      | Król Szwecji Gustaw VI Adolf (1882–1972) ∞1905 Małgorzata Koburg (1882–1920)      | Król Szwecji Gustaw VI Adolf (1882–1972) ∞1905 Małgorzata Koburg (1882–1920)                                    | Król Szwecji Gustaw VI Adolf (1882–1972) ∞1905 Małgorzata Koburg (1882–1920)      |
| Rodzice                                      | Król Danii Fryderyk IX Glücksburg (1899–1972) ∞1935 Ingrid Bernadotte (1910–2000)                          | Król Danii Fryderyk IX Glücksburg (1899–1972) ∞1935 Ingrid Bernadotte (1910–2000)                          | Król Danii Fryderyk IX Glücksburg (1899–1972) ∞1935 Ingrid Bernadotte (1910–2000)                                        | Król Danii Fryderyk IX Glücksburg (1899–1972) ∞1935 Ingrid Bernadotte (1910–2000)                                       | Król Danii Fryderyk IX Glücksburg (1899–1972) ∞1935 Ingrid Bernadotte (1910–2000)                 | Król Danii Fryderyk IX Glücksburg (1899–1972) ∞1935 Ingrid Bernadotte (1910–2000) | Król Danii Fryderyk IX Glücksburg (1899–1972) ∞1935 Ingrid Bernadotte (1910–2000)                               | Król Danii Fryderyk IX Glücksburg (1899–1972) ∞1935 Ingrid Bernadotte (1910–2000) |
| Anna Maria Glücksburg (ur. 30 sierpnia 1946) | | | | |                                                                                                   |                                                                                   | |                                                                                   |